# Endabarn
Endabarn eller ensambarn är en person utan biologiska eller adopterade syskon. Barn med många år (7 till 10) äldre eller yngre syskon kan ha växt upp i liknande miljö, men då används istället termen sladdbarn.

## Studier
År 1987 gjordes en kvantitativ forskningsgenomgång av 141 studier, som motsade uppfattningar av teoretiker såsom Alfred Adler om att endabarn skulle vara missanpassade. Det fanns mycket små skillnader jämfört med förstfödda, och inga stora skillnader jämfört med barn som har många syskon eller äldre syskon. Däremot var många endabarn, liksom förstfödda, mer motiverade att prestera, eftersom de fick mer resurser, uppmärksamhet, beröm och kritik och högre förväntningar av föräldrarna. En andra analys visade att endabarn, förstfödda barn samt barn med endast ett syskon, klarade sig bättre i språktester än barn med flera eller äldre syskon.
Anledningen till att endabarn klarat sig bättre vid olika tester anses bland annat handla om större uppmärksamhet, till exempel möjligheten att läsa med barnen. Eftersom resurserna är begränsade, får många barn med flera syskon färre sådana.
I boken Maybe One argumenterar Bill McKibben för att man bör skaffa endast ett barn, baserat på dessa studier. Han menar att många kulturella stereotyper inte stämmer bra med verkligheten, att skillnaderna inte är många, men när de finns, gynnar de endabarn (och förstfödda). Endabarn anses vara mer positiva till att skaffa kompisar.
Kinesisk forskning från 2017 tyder på att ensambarn ofta är kreativa men har svårt att hantera sina känslor. En hämmad social förmåga i grupper förklaras med att ensambarn ofta är otränade i att framföra sin åsikt i en grupp där andra också framför sina åsikter. Förväntningarna och kraven kan också vara högre i hemmet eller familjen eftersom det inte finns några syskon som kan avlasta. Enligt Helena Svaleryd, nationalekonom vid Uppsala universitet, går det något sämre för endabarn i jämförelse med förstabarn som har syskon. År 2017 fanns ingen förklaring till varför.
En studie från 2022 baserad på svensk befolkningsstatistik visade att de som vuxit upp som endabarn tenderar att vara kortare, ha sämre kondition, oftare är drabbade av övervikt eller fetma samt har högre dödlighet. Forskarna förtydligade att det delvis kunde vara orsakat av föräldrarnas problem, såsom föräldrarnas skilsmässa, hälsa eller ekonomiska resurser, och att säkra slutsatser kräver mer forskning. Studien skiljer sig från många tidigare eftersom den inte fokuserar specifikt på hur uppväxten påverkas, utan hela levnadstiden.

## Stereotyper
Endabarn blir i västvärlden ofta föremål för en stereotyp som likställer dem med bortskämda barn. G. Stanley Hall var en av de första experterna att anmärka negativt på deras situation. Även under 2000-talet är det vanligt att de framställs som bortskämda. Fastän det finns mer tid för utveckling/resurser, finns inga bevis för att de skulle vara över-uppmärksammade eller avsevärt skilja sig från barn med syskon.

### Fotnoter
1. ↑  Polit, D. F.; Falbo, T. (1987), ”Only children and personality development: A quantitative review”, Journal of Marriage and the Family 49 (2):  309–325, doi:10.2307/352302.
2. ↑  Adler, A. (1964). Problems of neurosis. New York: Harper and Row.
3. ↑  Polit, D. F. & Falbo, T. (1987), ”Only children and personality development: A quantitative review”, Journal of Marriage and the Family 49:  309–325, doi:10.2307/352302.
4. ↑  Polit, D. F. & Falbo, T. (1988), ”The intellectual achievement of only children”, Journal of Biosocial Science 20:  275–285, doi:10.1017/S0021932000006611, PMID 3063715.
5. ↑  Downey, D. B. (2001), ”Number of siblings and intellectual development: The resource dilution explanation”, American Psychologist 56:  497–504, doi:10.1037/0003-066X.56.6-7.497.
6. ↑  McKibben, B. (1998), Maybe one: A personal and environmental argument for single-child families, New York: Simon & Schuster, s. 37, ISBN 0-684-85281-0.
7. ↑  ”Ny forskning: Ensambarn mindre sociala och mer känslostyrda”. SVT Nyheter. 21 oktober 2017. https://www.svt.se/nyheter/vetenskap/ny-forskning-endabarn-ar-samre-socialt-och-mer-kanslostyrda. Läst 24 februari 2025.
8. ↑  Elin Sahlin. ”Ensambarn fick sämre hälsa som vuxna - Stockholms universitet”. www.su.se. https://www.su.se/forskning/nyheter-forskning/ensambarn-fick-s%C3%A4mre-h%C3%A4lsa-som-vuxna-1.600707. Läst 24 februari 2025.
9. ↑  The Only Child Myth, By Juju Chang and Sara Holmberg, ABC News, Läst 25 augusti 2008.
10. ↑  "The Only Child: Debunking the Myths" Arkiverad 18 maj 2013 hämtat från the Wayback Machine.. Time. July 8, 2010. Läst 9 juli 2010.